# بدجنس (ترانه سابرینا کارپنتر)
«بدجنس» (انگلیسی: Vicious) ترانه‌ای از خواننده آمریکایی، سابرینا کارپنتر از پنجمین آلبوم استودیویی او به نام ایمیل‌هایی که نمی‌توانم بفرستم (۲۰۲۲) و دومین قطعهٔ این آلبوم است.
متن ترانه توسط کارپنتر، ایمی آلن و تهیه‌کنندهٔ ترانه، جیسون اویگن نوشته شده است. این ترانهٔ پاور پاپ در ۱ ژوئیه ۲۰۲۲ به عنوان سومین تک‌آهنگ این آلبوم توسط آیلند رکوردز منتشر شد.